# 光源氏計畫
光源氏計畫是ACG術語，指男人把小女孩撫養長大成自己理想中的女人，並最後娶她為妻。典故出自日本古典小說《源氏物語》，主角光源氏將小他9歲的若紫接入府中，從10歲開始培養成為自己心目中的完美對象，長大後成為他的妻子
。這個名詞由於北條司的漫畫《城市獵人》而為人所知；後來又衍生出「逆光源氏計畫」一詞，指由女性主導培養小男孩為將來伴侶的計畫；後來又衍生BL和GL的光源氏計畫，指由同性戀者主導培養同性為伴侶的計畫。
「光源氏計畫」一詞所指的重點不在於年齡，而是「養成」的過程。因此，一些年齡差距不算很大，但較年長者對較年幼者從兒童或少年時期開始養育或照顧的，都可以稱為「光源氏計畫」。而沒有「養成」過程的，即使年齡相差很遠，亦只能稱為「老少配」、「大小配」或「忘年戀」。在一些早婚盛行的社會，「娶小女孩為妻」稱為「娶娃娃新娘」，日語稱「幼妻」。

## 光源氏計畫範例
小說
- 源氏物語[1]
- 長腿叔叔
- 罗莉塔（改編為電影《一樹梨花壓海棠》）
- 為了女兒，我說不定連魔王都能幹掉。
- 源君物語(改編自源氏物語)
- 信長老師的幼妻等

電視劇
- FM701（鍾國寶和打比阿銀）
- 大紅帽與小野狼

漫畫
- 玻璃假面
- 白兔玩偶

遊戲
- 美少女夢工場系列（在眾多結局中有嫁父的結局）[1]

### 真實人物
宋朝文學家蘇軾與妾侍王朝雲
王朝雲本是歌妓，十二歲進蘇家為婢，得到蘇軾及其繼室王閏之的寵愛。蘇軾教她讀書，約十八歲時被蘇軾納為妾，蘇軾對她來說是亦父亦師亦夫的身份。
美國導演與第二任妻子順宜
順宜本是南韓人，原為伍迪·艾倫前妻與她的前夫共同收養的養女，10歲時隨養母到了伍迪·艾倫身邊。1990年，19歲的順宜與伍迪·艾倫相戀，他和米亞·法羅亦因此離異。伍迪·艾倫和順宜在1997年結婚。

## 逆光源氏計畫範例
小說
- 約會大作戰

漫畫
- 因為是惡魔系所以誘惑了小學生
- 期待你長大
- 地球守護靈
- 久美子與真吾系列 （作者：山田南平）
- 魔法老師
- 姊嫁物語

电视剧
- 贤者之爱

### 真實人物
在尼泊尔、西藏等的偏远地区有一妻多夫制的习俗，一家幾個兄弟只娶一個妻子，结婚時最小的弟弟可能還是幼兒。
古中國童養媳被賣進夫家時，自己已是少女，未婚夫卻還是嬰兒或幼童、甚至尚未出生（這種童養媳被稱作等郎媳）；她們對未婚夫負起哺育、照顧、教養的責任，之後和自己帶大的男孩結婚，對丈夫而言是亦母亦妻的身份。
明朝貴妃萬貞兒較丈夫明憲宗朱見深年長十九歲。萬貞兒本是宮女，朱見深從小由她照顧，有褓姆的身份；朱見深登上帝位後，把她封為貴妃。歷史學家認為，萬貞兒在朱見深年幼時已經處心積慮要成為他的妃子。